# Wareneinsatznorm
Die Wareneinsatznorm war in der DDR eine vorgeschriebene Menge der einzelnen Speisen- und Getränkezutaten, die für die Herstellung einer Speise oder eines Getränks verwendet werden mussten.
Mit der Wareneinsatznorm sollte auf die Entwicklung der ernährungsphysiologischen Verzehrgewohnheiten der Kunden Einfluss genommen werden. Man unterschied zwischen Brutto- und Nettowareneinsatznorm, die die in den Zubereitungsprozess eingehende Warenmenge bestimmt.
Die Nettowarenmenge war die Menge nach Abzug der durch thermische und mechanische Bearbeitung gemachten Verluste.
Die Wareneinsatznorm wurde kontrolliert und sollte so profiliert werden, dass die volkswirtschaftlichen Ressourcen von inländischen Rohstoffen vorrangig genutzt werden.
Die Norm war insbesondere in der Gemeinschaftsverpflegung, z. B. in der Werksversorgung, in der Schüler- und Kinderspeisung und in der militärischen Verpflegung, von besonderer Bedeutung.